# バグダッドの円形都市
座標: 北緯33度20分55.68秒 東経44度20分7.03秒 / 北緯33.3488000度 東経44.3352861度

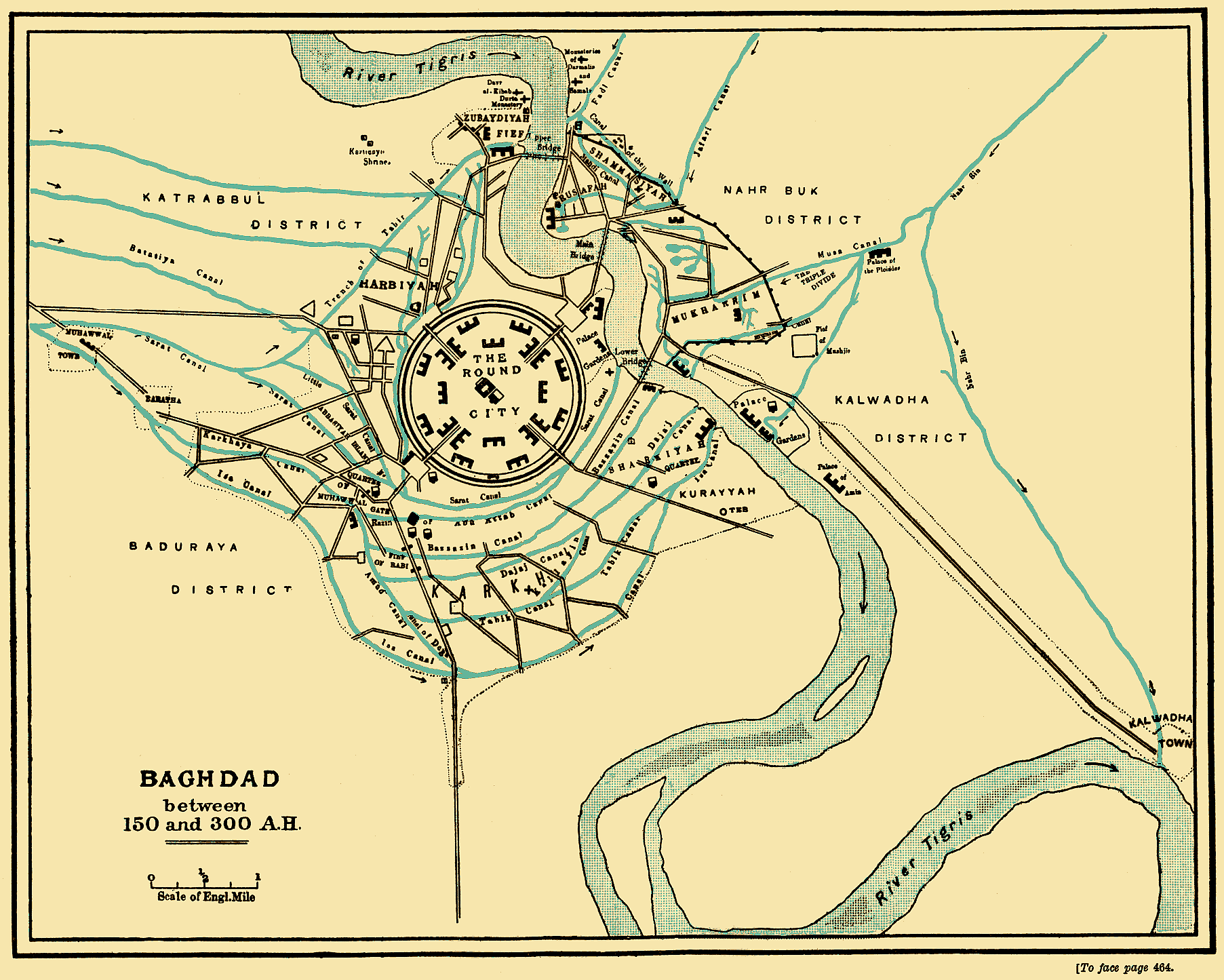

バグダッドの円形都市（Round city of Baghdad - Al-Mansur、「平和の都」とも呼ばれる）は、イラクのバグダードにある古代都市で、762年〜767年に建設された。 今日、アル・マンサールの古代都市の遺跡が残ってる。

## 建物
- 知恵の館 - 830年に設立された現存しない図書館
- 黄金門宮（英語版） - カリフたちの居城
- バグダッドの門（英語版）